# Amioun
Amioun is een stad in het noorden van Libanon. Amioun is de hoofdstad van het district Koura in het gouvernement Noord. De stad heeft circa 11.000 inwoners.